# Immermann-Gedenktafel

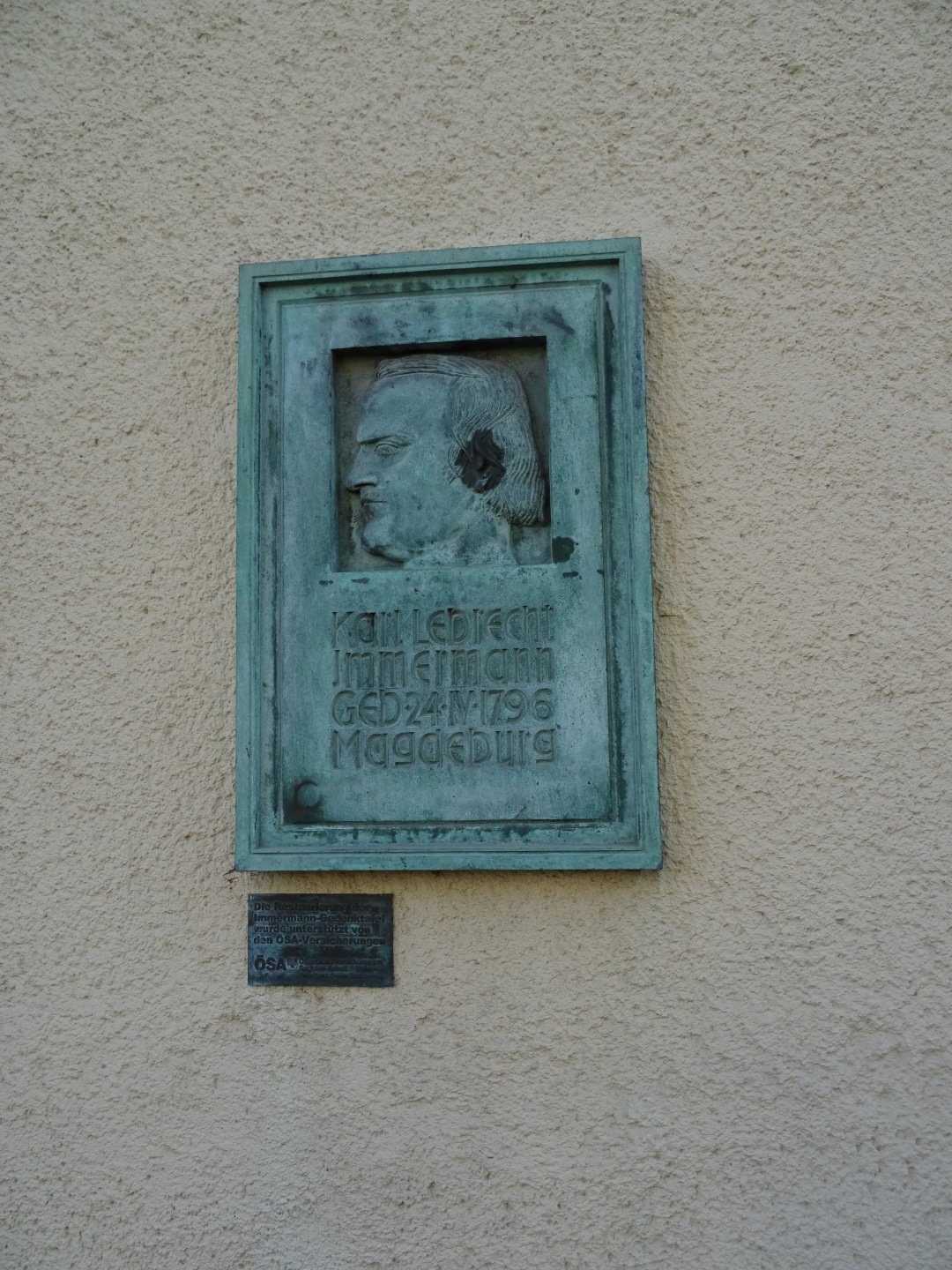
Immermann-Gedenktafel, 2019

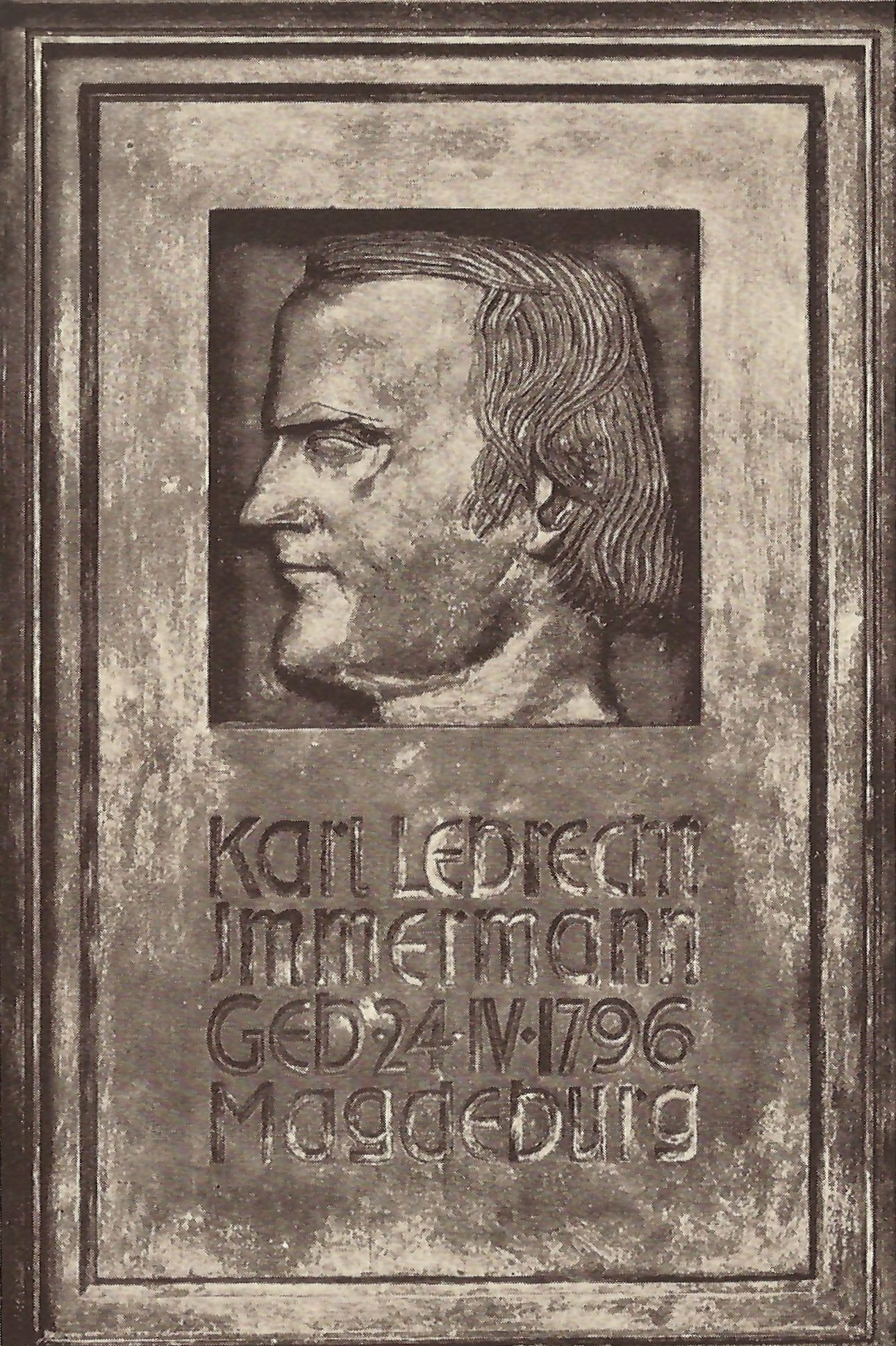
Aufnahme von 1927

Die Immermann-Gedenktafel ist eine denkmalgeschützte Gedenktafel an den Dichter Karl Leberecht Immermann in Magdeburg in Sachsen-Anhalt.

## Lage
Die Gedenktafel befindet sich in der Immermannstraße im Magdeburger Stadtteil Stadtfeld Ost am Gebäude Immermannstraße 18.

## Geschichte
Die Tafel wurde vom Schweizer Bildhauer Alexander Zschokke als Auftragsarbeit für den Verein zur Förderung der Deutschen Theaterausstellung Magdeburg und die Stadt Magdeburg geschaffen. Die Enthüllung erfolgte im Zusammenhang mit der Deutschen Theaterausstellung 1927 am 3. Juli 1927. Zunächst war die Tafel im Erdgeschoss an der rechten Seite der Fassade des Geburtshauses Immermanns in der Großen Klosterstraße 18 in der Magdeburger Altstadt angebracht worden. Das Gebäude wurde während des Zweiten Weltkriegs zerstört, die Gedenktafel konnte jedoch geborgen werden.
Nach einer Restaurierung der Tafel wurde sie dann im Jahr 2000 am heutigen Standort wieder öffentlich angebracht, wobei dieser Standort aufgrund der bereits zuvor bestehenden Namensgebung der Straße nach Immermann gewählt wurde. Links unterhalb der Tafel befindet sich ein Schild, dass auf die finanzielle Förderung der Restaurierung durch die ÖSA-Versicherung hinweist.

## Gestaltung
Die Immermann-Gedenktafel ist aus Bronze gefertigt und weist eine Höhe von 104 Zentimetern bei einer Breite von 70 Zentimetern und einer Stärke von 6 Zentimetern auf. Sie zeigt in ihrer oberen Hälfte als flaches Relief ein Porträt Immermanns. Er schaut in Profilstellung nach links, die Gesichtszüge und sein Haar sind stark stilisiert kantig dargestellt. Unterhalb des Porträts befindet sich die Inschrift:
Karl Lebrecht

Immermann

Geb•24•IV•1796

Magdeburg
Die Tafel ist von einem profilierten Rahmen gefasst. Sie wird aufgrund ihres geometrisch-ornamentalen Erscheinungsbildes gestalterisch als in der Nachfolge des Jugendstils stehend bezeichnet.
Im örtlichen Denkmalverzeichnis ist die Gedenktafel unter der Erfassungsnummer 094 71174 als Kleindenkmal verzeichnet.